# Copilăria (roman)

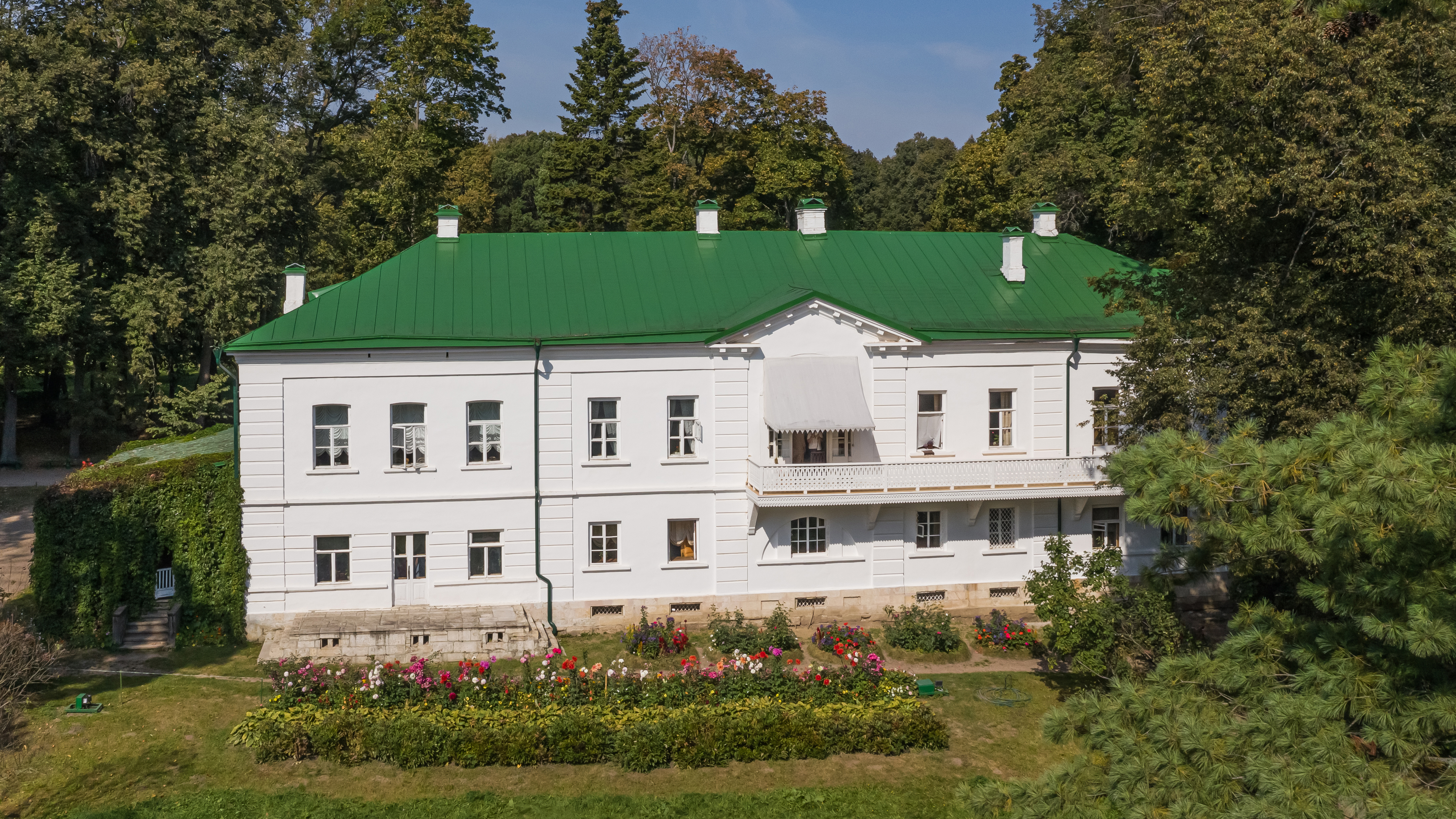
Casa de la Iasnaia Poliana - locul unde scriitorul și-a trăit cea mai mare parte a vieții

Copilăria (Детство, 1852) este primul roman din trilogia autobiografică prin care Lev Tolstoi s-a lansat în cariera de scriitor și în cadrul căreia sunt incluse alte două titluri: „Adolescența” și „Tinerețea”.

## Despre carte
După înrolarea în armată în 1851, Tolstoi debutează în lumea literară. În această perioadă începe să lucreze la primul său roman, „Copilăria”, pe care îl schițase în linii mari cu un an înainte. Era o povestire autobiografică a anilor copilăriei petrecuți la Iasnaia Poliana. Odată terminat, el îl trimite, în 1852, redacției „Sovremennik”, o revistă de literatură editată de poetul Nicolai Nekrasov. Poetul a recunoscut talentul și potențialul literar al lui Tolstoi, și i-a promis să-i publice lucrările în revistă, făcând-o în septembrie 1852.

## Ediții
- Lev Tolstoi ,  Copilăria. Adolescența. Tinerețea, Editura Univers, 1980